# Dionomelia hennigi
Dionomelia hennigi är en tvåvingeart som beskrevs av Kugler 1978. Dionomelia hennigi ingår i släktet Dionomelia och familjen parasitflugor.
Artens utbredningsområde är Israel. Inga underarter finns listade i Catalogue of Life.